# Lymfa
Lymfa (míza) je nažloutlá tekutina některých živočichů včetně člověka, která koluje v lymfatickém systému. Má podobné složení jako krevní plazma. Je součástí imunitního systému, má významnou úlohu v obraně těla před infekčními a nádorovými onemocněními. Slouží také při vstřebávání tuků z potravin ve střevním traktu.

## Koloběh

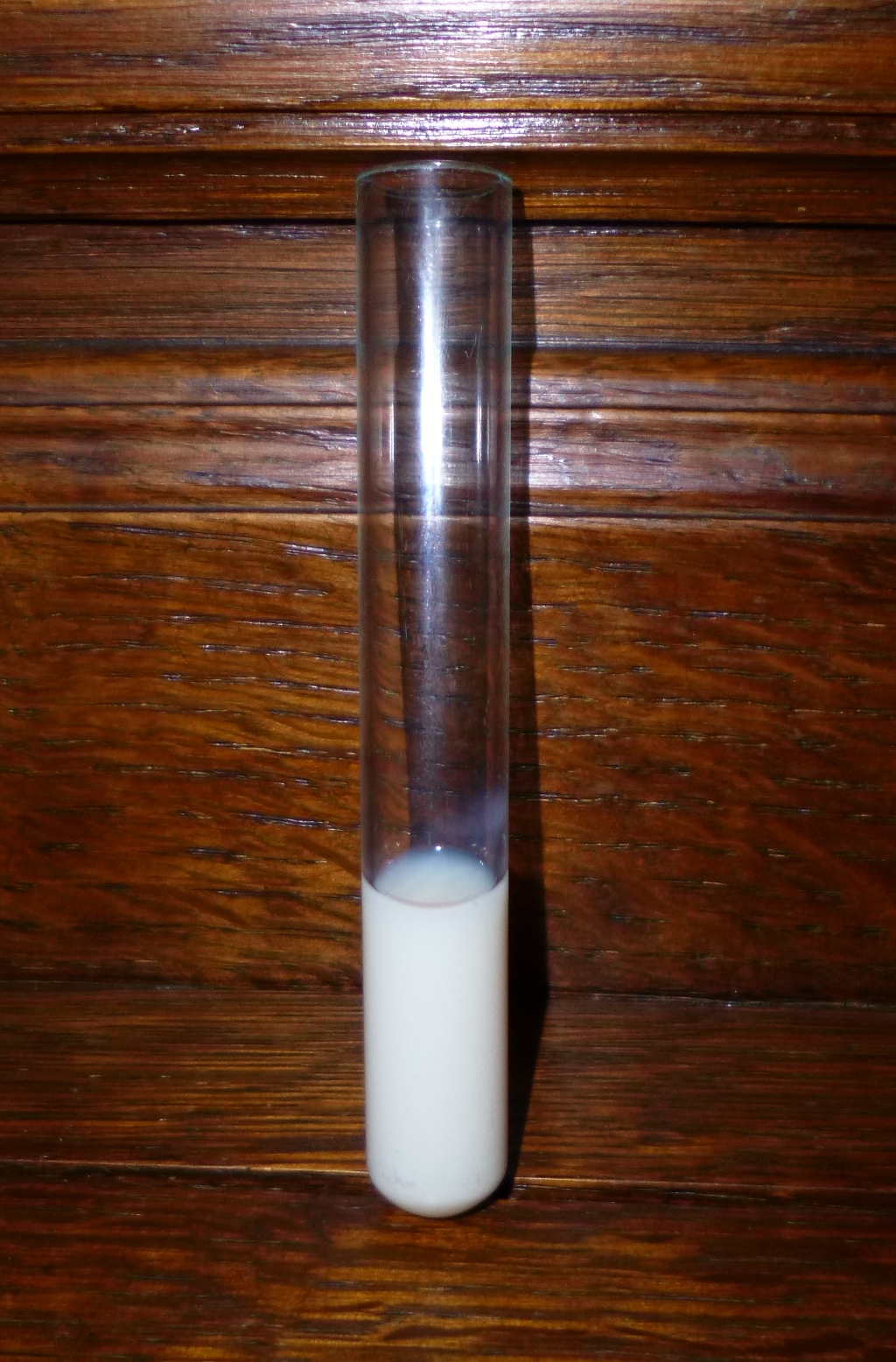
Lidská míza, získaná po poranění hrudního mízovodu

Lymfa vzniká v mezibuněčných prostorech z tkáňového moku. Za 24 hodin se v těle vytvoří asi 2,5 l lymfy.
Sbírá se do mízních vlásečnic (lymfatických kapilár). Potom pokračuje dál širšími cévami, kde se pak na různých místech nachází lymfatické uzliny, které lymfu filtrují. Lymfatické cévy se postupně spojují do tzv. ductus thoracicus, která lymfu odvádí do žilního systému. Lymfa tedy necirkuluje v uzavřeném oběhu, jako je to například u krve.
Protrhnutí stěn mízních cév může vést k otokům.

## Složení
Složení lymfy je proměnlivé – závisí na tom, v kterém orgánu vzniká. Je do určité míry podobné složení krevní plazmy, má však mnohem méně bílkovin. Nejvíc jich v lymfě pochází z jater. Lymfa, která přichází z trávicí soustavy, má zase vysoký obsah tuků. Lymfa v kapilárách neobsahuje buňky; ty se do ní dostávají až po průchodu některou lymfatickou uzlinou. V ductus thoracicus má lymfa narůžovělou barvu, je kalná a obsahuje mnoho buněk. Má i schopnost srážet se, podobně jako krev. 99 % jejích buněk tvoří lymfocyty, z toho 95 % jsou malé lymfocyty. Ostatní buňky jsou v lymfě ojedinělé.

## Funkce
Lymfa odvádí tkáňový mok z tkání těla. Funguje jako obranný mechanismus těla, brání tělo před infekčními a nádorovými onemocněními. Filtruje a následně odvádí z těla škodlivé látky v lymfatických uzlinách, které vznikají jak při funkci organismu, tak ty, které pochází z venkovního prostředí. Umožňuje vstřebávání a přesun tuků v těle.